# Garofiță albă de stânci
Garofița albă de stânci sau Barba ungurului (Dianthus spiculifolius - Schur) este o plantă din familia Caryophyllaceae.

## Descriere

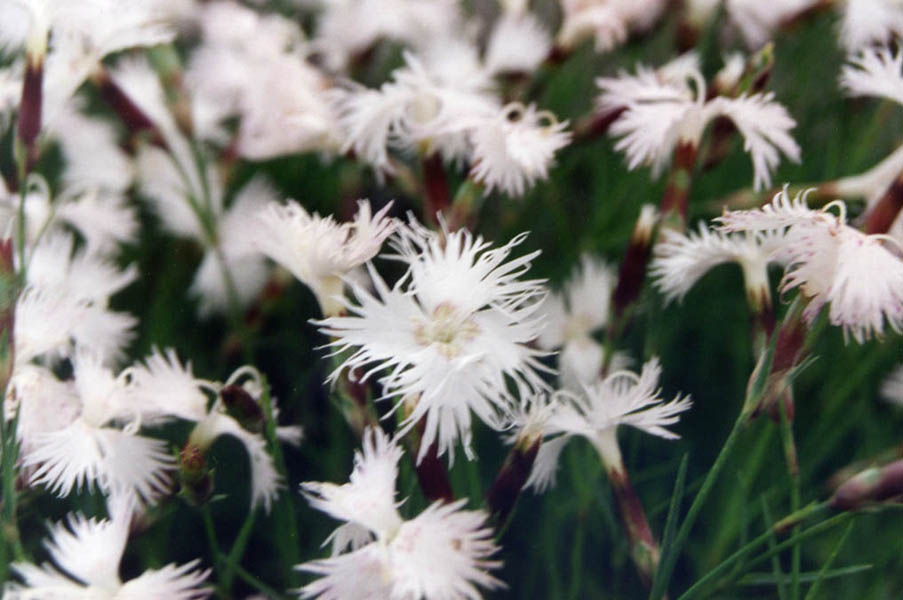
Dianthus spiculifolius

Garofița albă de stânci prezintă numeroase tulpini gingașe, care formează pâlcuri stufoase. Frunzele sunt înguste și ascuțite, ca firul de iarbă. Ele sunt așezate în perechi și sunt mai îngrămădite la baza tulpinii. La capătul tulpinii crește câte o floare de culoare alb-lăptos sau palid-roz. Florile sunt foarte plăcut mirositoare. Caliciul este îngust și lunguieț, cu 2-4 solzi și 5 petale foarte spintecate în numeroase diviziuni fine, subțiri, răsfrânte de obicei în jos. Garofița albă de stânci înflorește în lunile iulie-august.

## Răspândire
În România, garofița albă de stânci crește în munții Carpați (Rodnei), pe stânci calcaroase, mai des în etajul subalpin și în cel montan (Este plantă endemică pentru Carpații României).